# オーウェン・パワー
オーウェン・パワー（Owen Power, 2002年11月22日 - ）は、カナダのオンタリオ州ミシサガ出身のプロアイスホッケー選手。NHLのバッファロー・セイバーズに所属している。ポジションはディフェンス。

## 経歴

### ジュニア
2018年にOHLドラフトでフリント・ファイヤーバーズから、USHLドラフトでシカゴ・スティールから指名された。当時既にミシガン大学への進学が決まっており、大学でプレーする資格を維持できるスティールへの入団を選択した。
2018-19シーズンはUSHLのオールルーキーセカンドチームに選出された。
2019-20シーズンはUSHLの最優秀守備選手賞を受賞した。

### カレッジ
2020-21シーズンより、ミシガン大学でプレーした。チームはプレーオフへの出場が決まっていたが、新型コロナウイルスの集団感染により出場辞退した。シーズン終了後、2021年のNHLドラフトにて全体1位でバッファロー・セイバーズから指名されたが、もう1年大学に残留することを発表した。NHLにおいて、全体1位指名の選手が大学に残留するのは2006年以来だった。
2021-22シーズンはチーム最多となる44ブロックを記録した。また、シーズン途中に開催された北京オリンピックにはカナダ代表として出場した。

### バッファロー・セイバーズ
2021-22シーズン途中の2022年4月8日にセイバーズと3年総額555万ドルの契約を結び、12日のトロント・メープルリーフス戦でNHLデビューを果たした。
2022-23シーズンは79試合に出場し、ルーキーのディフェンスマンとしてはいずれも最多となる4ゴール、39アシストを記録し、NHLオールルーキーチームに選出された。カルダー記念賞のファイナリストにも選出されたが、大学時代のチームメイトであるマティ・ベニアーズが受賞した。
2023年10月11日にセイバーズと7年総額5,845万ドルの契約延長に合意した。

## 詳細情報

### 表彰
- NHLオールルーキーチーム（2023年）

### 背番号
- 25（2022年 - ）